# Kościół Wniebowzięcia Najświętszej Maryi Panny w Wodzisławiu Śląskim
Kościół Wniebowzięcia Najświętszej Maryi Panny w Wodzisławiu Śląskim – kościół parafialny rzymskokatolickiej parafii pod tym samym wezwaniem w dekanacie wodzisławskim. Położony nieopodal wodzisławskiego rynku. Zaprojektowany przez architekta Ludwiga Schneidera z Wrocławia w stylu neogotyckim, wybudowany w latach 1909-1911 na miejscu starego kościoła.

## Historia
Tradycja wodzisławska mówi o założeniu kościoła wodzisławskiego w 1128 r., co jednak budzi kontrowersje i jest najczęściej kwestionowane przez współczesną naukę. Około 1257 r. wraz z lokacją miasta, powstała parafia jak i kościół parafialny (farny) w Wodzisławiu Śląskim. Zgodnie z zasadą został on zbudowany przy jednej z uliczek od Rynku, w najwyższym punkcie miasta. Został on zbudowany w miejscu obecnego kościoła, otaczał go cmentarz i prawdopodobnie znajdował się w nim wizerunek miasta z XVI wieku, następnie znajdujący się w Skrzyszowie, a obecnie zaginiony. W połowie XIV w. był już budowlą murowaną. Jak się przypuszcza około 1528 roku w miejscu pierwszego kościoła, została wzniesiona kolejna świątynia. Miała ona wysoką wieżę, z barokowym hełmem w trzech kondygnacjach otwartym. Z dokumentów wizytacji kościelnej jaka miała miejsce 21 sierpnia 1719 roku, wiemy iż nie tylko sam kościół, ale także ołtarz główny był poświęcony WNMP. Ołtarze boczne zaś: pierwszy Matce Boskiej Szkaplerznej, drugi Biczowaniu Chrystusa, trzeci Bożemu Ciału, czwarty św. Katarzynie a piąty Matce Boskiej Częstochowskiej. W wyniku pożaru miasta, kościół spłonął 12 czerwca 1822 roku. Został gruntownie wyremontowany i przetrwał do maja 1909 roku. W tym samym roku przystąpiono do pracy nad budową nowego, obecnego kościoła. 

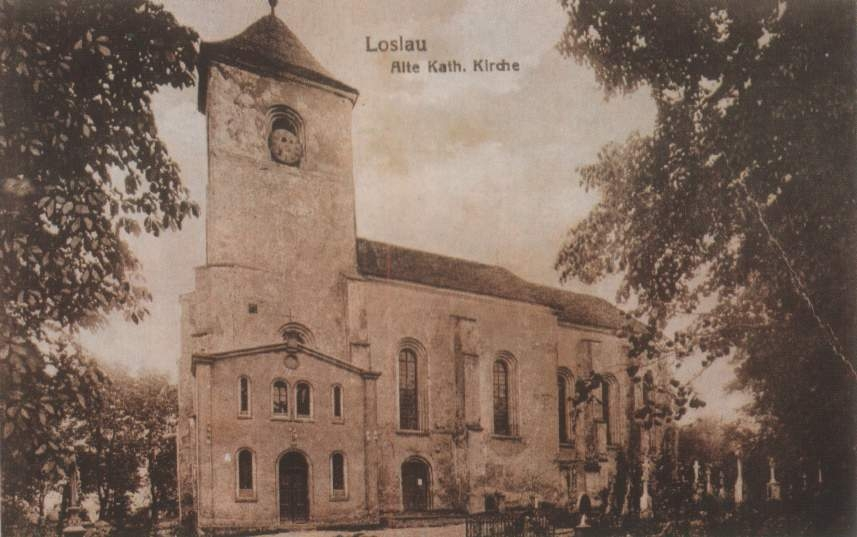
Widok starego kościoła w XIX wieku

10 lutego 1904 roku nowym proboszczem został ks. Henryk Weltike, który już w marcu zgłosił propozycję budowy nowej świątyni. Jego prośby o zgodę na budowę nie uzyskały jednak zgodny władz pruskich. Pozytywna odpowiedź nadeszła dopiero kilka lat później. W maju 1909 roku rozebrano starą świątynię, do pomocy przy tym przybyli saperzy z Nysy, którzy musieli wysadzić stary budynek. Pierwsze prace przy budowie nowego kościoła nastąpiły 26 czerwca 1909 roku. Projektantem kościoła w stylu neogotyckim został architekt Ludwik Schneider z Wrocławia, ten sam który projektował rybnicki kościół św. Antoniego. Wykonawcą wszystkich prac budowlanych była firma „Grzonka”. Koszt budowy kościoła obliczono na 141.000 marek. Sprawa kosztów była przyczyną konfliktu proboszcza wodzisławskiego z patronem miasta, który zgodnie z ówczesnym prawem zobowiązany był do pokrycia 2/3 kosztów budowy. Zatarg ten doprowadził do procesu sądowego, który odbył się w Raciborzu, a następnie przed sądem apelacyjnym we Wrocławiu. Proces wygrał proboszcz. Ostatecznie koszty obliczono na 140.980 marek i podzielono w sposób następujący: 80.633 marek miał zapłacić patron, resztę płaciło miasto i wierni.
15 sierpnia 1909 roku, w święto Wniebowzięcia Najświętszej Maryi Panny, poświęcono i położono kamień węgielny pod budowę nowej świątyni. W ciągu roku wzniesiona została w stanie surowym. 17 listopada 1911 roku odbyła się uroczysta konsekracja świątyni której dokonał ks. prałat Frank. Ze starego do nowego kościoła przeniesiono trzy spiżowe dzwony, odlane w Opawie przez firmę Franciszka Stonkiego, później zaś podczas II wojny światowej zarekwirowane przez Niemców. W 1912 roku zostały zamontowane w świątyni 27-rejestrowe organy firmy Berschdorf z Nysy, które po wielu remontach przetrwały do czasów obecnych. W 1916 roku na 40-metrowej wieży kościoła umieszczono z czterech stron zegar tarczowy, wykonany przez firmę z Głogówka. Podczas II wojny światowej wieża została zbombardowana i zniszczona, rekonstruowano ją dopiero w 2001 roku (nowy hełm wieży ustawiono 8 sierpnia 2001). Sam kościół również uległ poważnym uszkodzeniom, które udało się usunąć w 1955 roku. W 1958 roku zainstalowano trzy nowe dzwony: św. Barbara, św. Józef i św. Katarzyna, wykonane przez firmę Niesbroj z Rudy Śląskiej. W 1983 roku nad ołtarzem głównym został umieszczony 4-metrowy obraz namalowany na drewnie, przedstawiający Wniebowzięcie Najświętszej Maryi Panny.

## Architektura
Długość kościoła wynosi na zewnątrz 46 m i szerokości 22 m. Wysokość wewnątrz do sklepienia w środkowej nawie ma 14 m, a w nawach bocznych 11 m. Linia łącząca ołtarz i wejście do kościoła nie jest całkowicie prosta, lecz skierowana trochę w lewo, co symbolizuje Chrystusa, który konając na krzyżu, skłonił lekko głowę.
Wnętrze kościoła przekrywają sklepienia krzyżowo-żebrowe, wsparte w części nawowej sześcioma filarami, które w prezbiterium schodzą służkami w postaci kolumienek aż do cokołu, a w nawach opierają się na wspornikach osadzonych w górnych partiach ścian i filarów. W świątyni znajduje się wyposażenie pochodzące w dużej mierze ze starego XVI-wiecznego kościoła, m.in. obrazy św. Jana Nepomucena z 1867 r. i Matki Boskiej Szkaplerznej, rzeźby – Ukrzyżowanie Chrystusa z XVIII w., rzeźba ludowa pochodząca prawdopodobnie z XVIII w. przedstawiająca Chrystusa Frasobliwego, barokowe rzeźby Matki Boskiej Bolesnej i św. Jana, monstrancja z 1829 r. ufundowana przez ks. Franciszka Chruszcza, proboszcza z Jedłownika, dwa XVII-wieczne kielichy, relikwiarz w kształcie monstrancji datowany na ok. 1700 r. Na uwagę zasługuje również marmurowy ołtarz, na którym umieszczone jest drewniane, bogato zdobione tabernakulum. Na wystrój kościoła składa się ponadto 14 olejnych stacji Drogi Krzyżowej, rozwieszonych na ścianie północnej i południowej świątyni, a także figury różnych świętych katolickich, umieszczone na filarach nawy głównej.

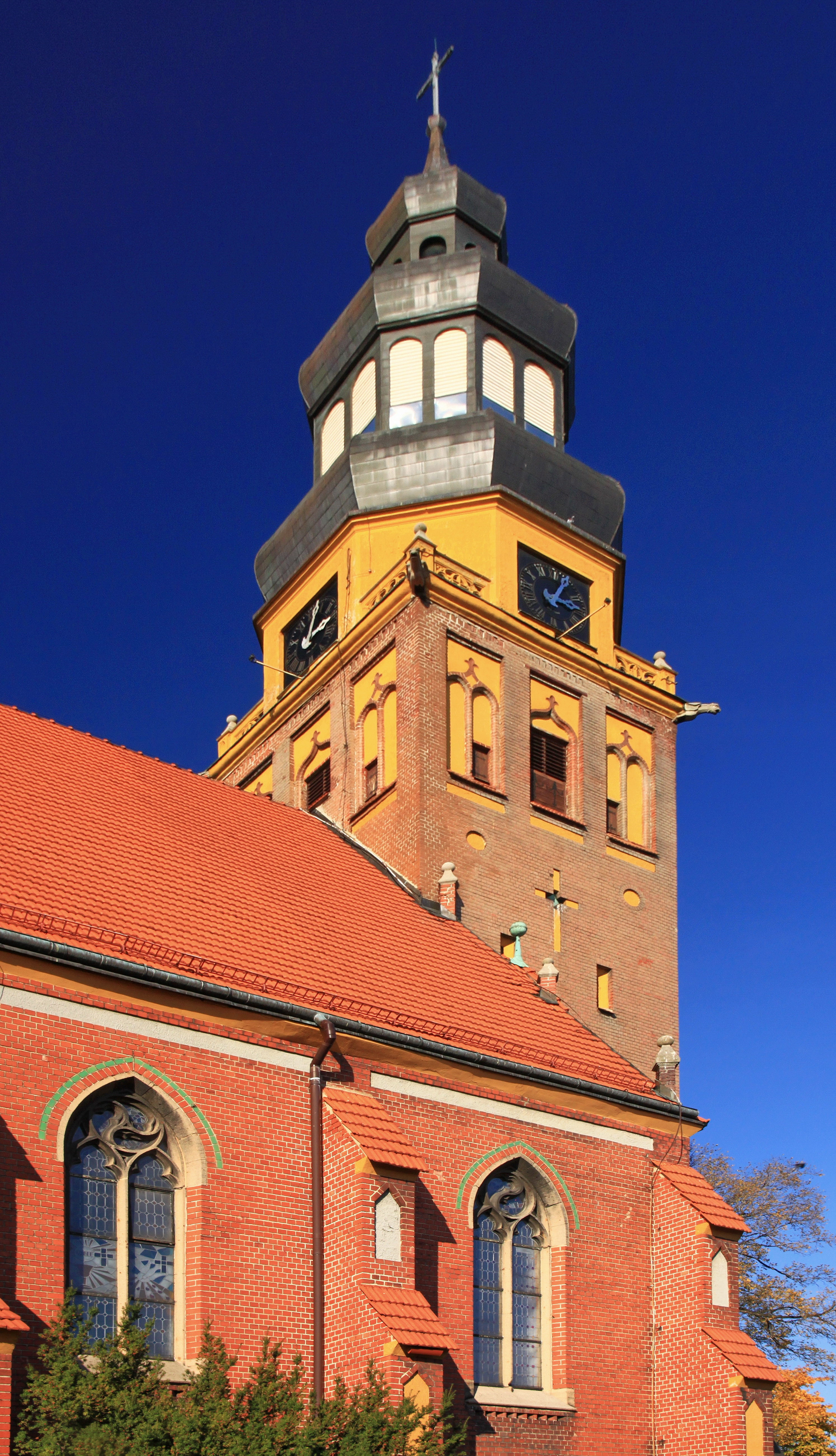
Wieża
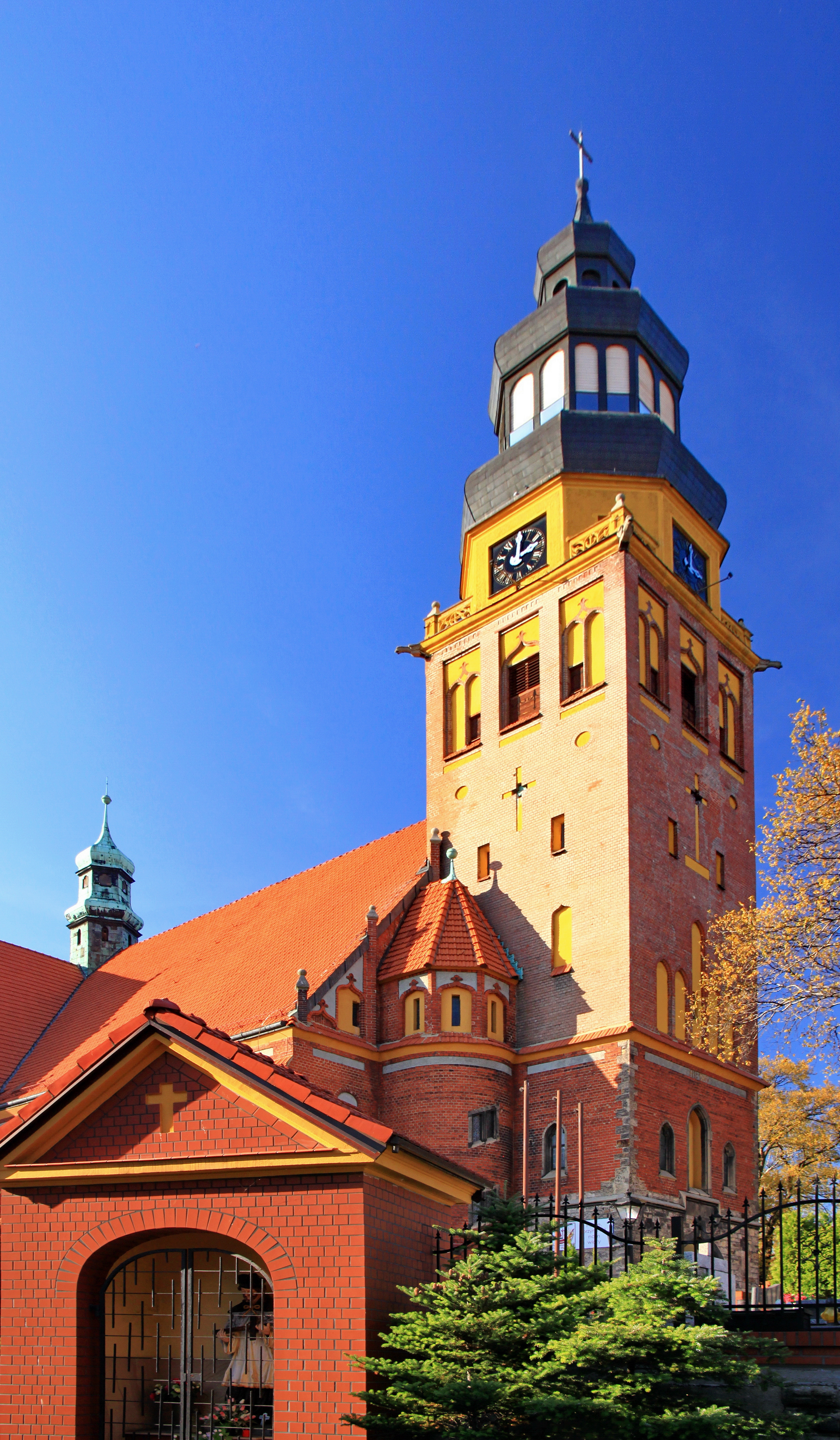
Kapliczka św. Jana Nepomucena przed kościołem
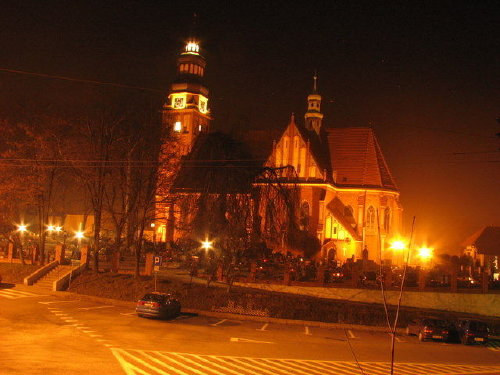
Kościół nocą
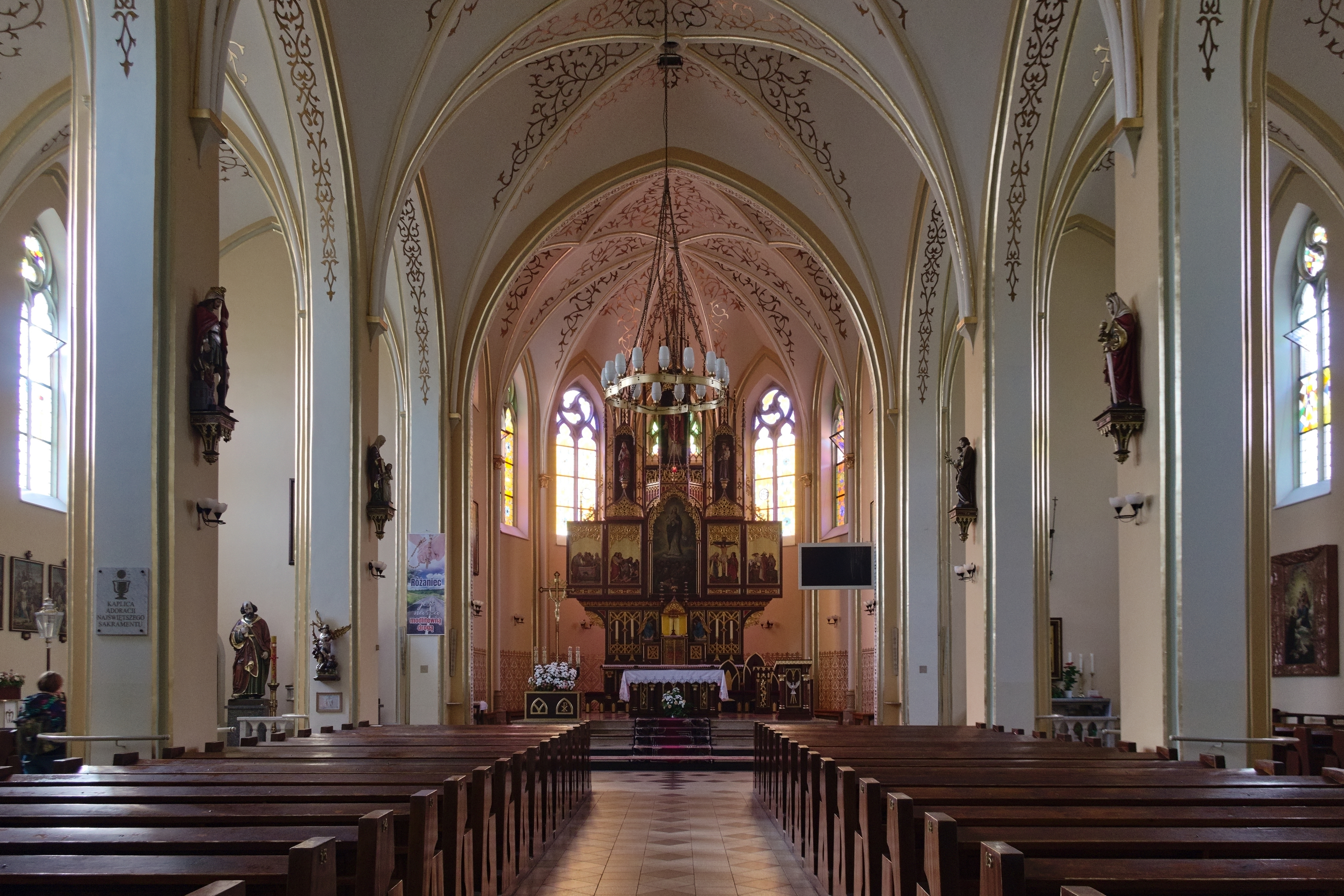
Wnętrze